# Pave Gregor 12.
Pave Gregor 12. født Angelo Coraria,(1335 i Venedig – 18. oktober 1417 i Recanati), var pave fra 1406, da han blev valgt, og afgik 4. juli 1415 for at afslutte det vestlige skisma, hvor tre paver samtidig gjorde krav på kirkens øverste embede. 
Indtil koncilet i Pisa 1409 var Gregor 12. pave i Rom og Benedikt 13. modpave i Avignon. Kirkemødet varede i 11 dage, og man enedes om, at de to paver blev erklæret for kættere, og de blev begge afsat og en tredje valgt, (Alexander 5.), men det førte kun til, at der nu var tre paver i stedet for to.
Skismaet blev afsluttet i forbindelse med koncilet i Konstanz (1414-18), hvor Gregor 12., som var den retmæssige pave, abdicerede, og Martin 5. blev valgt som ny pave. 
Den ene modpave, Johannes 23., som 1410 overtog posten efter Alexander 5., var på det tidspunkt i fangenskab og blev tvunget til at abdicere, og den anden, Benedikt 13., blev afsat. Han befandt sig i Spanien og havde kun ganske få tilhængere, men accepterede aldrig afsættelsen. 
Efter sin fratræden som pave blev han udnævnt til biskop af Macerata og til kardinalbiskop af Frascati og Porto. Han var den sidste pave, der fratrådte, indtil  pave Benedikt 16. gjorde det samme 28. februar 2013, henved 598 år senere.
Gregor 12. blev begravet i San Flaviano, katedralen i Recanati.